# Joe Stracci
Giuseppe Antonio Stracci, detto Joe Stretch (San Fratello, 6 gennaio 1906 – New York, 1984), è stato un mafioso italiano naturalizzato statunitense, importante "soldato" della Famiglia Genovese, dall'inizio degli anni venti sino all'inizio degli anni settanta.

## Biografia
Giuseppe Stracci nasce in Sicilia nel 1906, ed emigra a New York con la sua famiglia nel 1910 circa. Grande amico di Lucky Luciano, entra a far parte della Famiglia guidata da Joe Masseria all'inizio degli anni venti. Masseria lo piazza come soldato nel gruppo guidato proprio dal suo grande amico Charlie Luciano. In pieno proibizionismo, Stracci si occupa di contrabbando di alcolici ed estorsioni. Nel 1931, con la fine della guerra castellammarese, Luciano nuovo Boss della Famiglia lo piazza nella decina guidata da Michael Coppola.
Stracci assume  molto potere all'interno di alcuni sindacati come il Teamsters, rappresentando la Famiglia Genovese, ed insieme a suo cognato Joseph Rao, e Frank Livolsi, si occupa di numerosi racket per conto della Famiglia come: estorsioni e prestiti ad usura. Inoltre risultava legato al partito democratico. Nel novembre, 1950, Stracci e suo cognato Joseph Rao vengono indagati, dalla procura distrettuale di New York in merito alla corruzione e ai legami tra la Mafia e il partito democratico di Tammany Hall. Infatti secondo il procuratore distrettuale Frank Hogan, Stracci avrebbe fatto pressione sui dirigenti di Tammany Hall per far rimuovere il giudice Francis Mancuso, e sostituirlo con un altro.
Secondo il pentito Joe Valachi, che testimoniò contro la Mafia, nel 1963, Stracci avrebbe partecipato all'omicidio di Joe Masseria, avvenuto a Coney Island, nel 1931. Stracci morì di cause naturali a New York.